# Lepturophis albofuscus
Lepturophis albofuscus är en ormart som beskrevs av Duméril, Bibron och Duméril 1854. Lepturophis albofuscus ingår i släktet Lepturophis och familjen snokar. IUCN kategoriserar arten globalt som livskraftig. Inga underarter finns listade i Catalogue of Life.
Arten förekommer i Sydostasien på Malackahalvön, Borneo, Sumatra och Java samt på flera mindre öar i regionen. Habitatet utgörs av regnskogar och andra fuktiga skogar. Lepturophis albofuscus vistas gärna nära vattenansamlingar. Den jagar troligen grodor.